# بلینا (استان اشوی‌داشکسیه)
بلینا (به لهستانی: Belina) یک منطقهٔ مسکونی در لهستان است که در گمینا کراسوچین واقع شده‌است. بلینا ۱۷ نفر جمعیت دارد.